# Col des Nantets
Le col des Nantets est un petit col de France situé en Haute-Savoie, au-dessus du lac d'Annecy et dominé par la Tournette. Il est situé au croisement des itinéraires pédestres reliant d'une part le lac d'Annecy au sud-ouest à la vallée du Fier au nord et d'autre part le secteur du roc Lancrenaz, du Lanfonnet, des Grandes Lanches et des dents de Lanfon au nord-ouest à la Tournette au sud-est via le col de l'Aulp. De ce fait, il constitue un point de passage sur le GR 96 et une variante du GRP Tour du Lac d'Annecy.

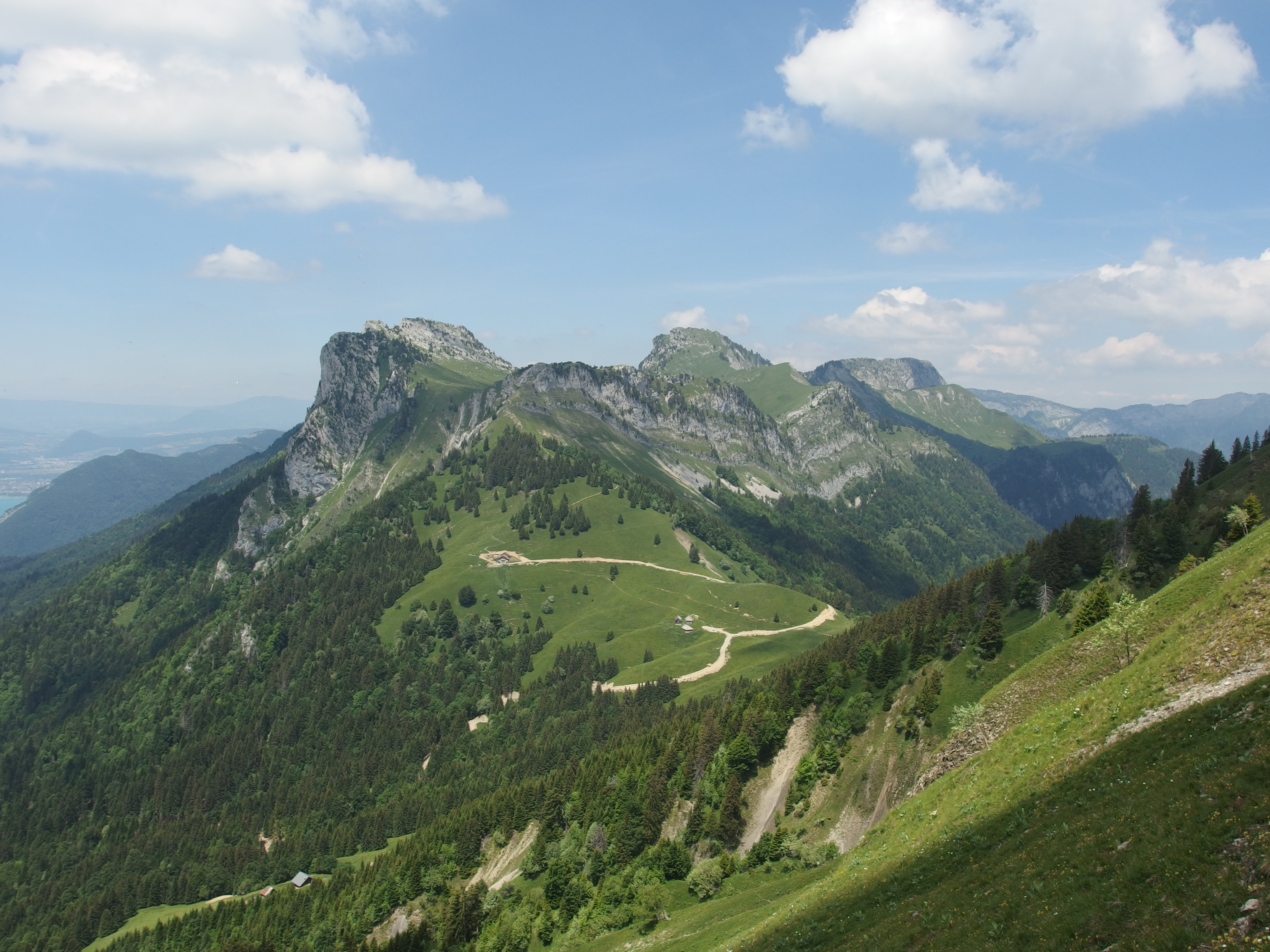
Le col des Nantets dominé par les Grandes Lanches (à gauche), le roc Lancrenaz (au centre) et la pointe de Talamarche (à droite) depuis les pentes ouest de la Tournette au-dessus du col de l'Aulp au sud.